# WebCrawler
WebCrawler ist eine Internet-Metasuchmaschine, die Google, Yahoo, Bing (früher Live Search, davor MSN Search), Ask.com und andere bekannte Suchmaschinen für die Suchanfrage benutzt.
Bis zum Kauf von InfoSpace Inc. 2001 war WebCrawler eine eigenständige Suchmaschine. Sie war eine der ersten Suchmaschinen, die eine Volltextsuche im Internet ermöglichten. 

## Geschichte
- 27. Januar 1994 – WebCrawler entsteht zunächst als Desktop-Anwendung in der Freizeit des CSE-Studenten Brian Pinkerton
- 20. April 1994 – WebCrawler geht entgegen der anfänglichen Desktop-Entwicklung als Webservice mit einem eigenen Suchindex von über 4.000 Internetseiten online
- 14. November 1994 – WebCrawler verbucht seine 1.000.000-te Suchanfrage: "NUCLEAR WEAPONS DESIGN AND RESEARCH"
- 1. Dezember 1994 – WebCrawler erwirbt mit DealerNet und Starwave zwei Sponsoren zur Aufrechterhaltung des Webservices
- 1. Juni 1995 – America Online, damals mit weniger als 1 Million Kunden und ohne eigene Internetanbindung, kauft WebCrawler auf
- 4. September 1995 – mit verschiedenen Änderungen am Design wird das Maskottchen Spidey geboren, welches heutzutage den Namen Hunter trägt
- April 1996 – WebCrawler weitet die Suche auf den Internetkatalog GNN Select aus, der von verschiedenen interneterfahrenen Forschern erstellt wird
- 1. April 1996 – America Online verkauft WebCrawler an Excite, später Excite@Home
- 2001 – InfoSpace Inc. mit Hauptsitz in Bellevue (Washington, USA) kauft WebCrawler nach dem Bankrott von Excite@Home auf und stellt WebCrawler von einer indexbasierten auf eine Metasuchmaschine um.[1][2]